# うる星やつらの登場人物
うる星やつらの登場人物（うるせいやつらのとうじょうじんぶつ）は、高橋留美子の漫画作品『うる星やつら』、およびこれを原作としたアニメ作品などに登場する架空の人物・キャラクターの一覧。
担当声優は、原則として1981年版アニメ / 2022年版アニメ / それ以外（ゲーム、パチンコ、パチスロなど）の順番に表記（特記のあるものを除く）。1人しか記載がない場合は1981年版アニメでのキャストで、2022年版アニメにはキャラクターそのものが登場していない。一部はゲーム、パチンコ、パチスロなどでも1981年版アニメでの声優が声を当てている。
なお、本記事での「1981年版アニメ」は、2008年に公開されたOVA「うる星やつら ザ・障害物水泳大会」までに製作されたすべてのアニメ作品を（初代テレビアニメのみを指す場合は「1981年版テレビアニメ」）、「2022年版アニメ」または「2022年版テレビアニメ」は、2022年に発表された2作目のテレビアニメを、それぞれ指すこととする。また、括弧内にある「『パチスロうる星やつら』シリーズ」はサミーによるパチスロ機を指し、ニューギンによるパチスロ機「Lパチスロうる星やつら」とは異なる。

## 主要人物
諸星 あたる（もろぼし あたる）
声 - 古川登志夫 / 神谷浩史 / 岸尾だいすけ（「パチスロうる星やつら」シリーズ）
本作品の主人公で、東京・友引町にある友引高校の2年4組の生徒。様々な不幸に見舞われるほどの凶相の持ち主であるほか、極度の女好きでガールハントを趣味とする。

ラム
声 - 平野文 / 上坂すみれ
本作品のヒロインで、鬼族の宇宙人。鬼族の地球侵略時にあたるに惚れて、彼の家で暮らし始める。あたるに一途で、彼を常に「ダーリン」と呼んでいる。空を飛ぶことができるほか、電撃を発することもできる。
当初は第1話に登場したゲストのはずだったが、その後はヒロインとしての地位を固め、主役級として描かれるようになる。
2019年に放送された『発表!全るーみっくアニメ大投票 高橋留美子だっちゃ』キャラクター部門の順位は第2位。

## あたるのクラスメイト
面堂 終太郎（めんどう しゅうたろう）
声 - 神谷明 / 宮野真守、大地葉（幼少期） / 子安武人（パチンコ「Pうる星やつら～ラムのLoveSong～」・「Lパチスロうる星やつら」・パチンコ「Pうる星やつら～Eternal Love Song～」） / 三木眞一郎（「パチスロうる星やつら」シリーズ）
友引高校へ転入してきたあたるのライバル。強大な財力と軍事力を持つ面堂財閥の跡取り息子でルックスもよく、女子生徒から人気である。しかし、ラムが行った占いによってあたると同じレベルのアホであることが発覚し、ほかの男子生徒から「面堂から金と権力がなくなると、あたるになるのか」と言われてしまう。また、幼少期の壮絶な経験により暗所恐怖症と閉所恐怖症になってしまい、高校生になっても治っていない。

三宅 しのぶ（みやけ しのぶ）
声 - 島津冴子 / 内田真礼 / 西村ちなみ（「パチスロうる星やつら」シリーズ）
あたるの幼なじみ。かつてはあたると恋人関係にあり、あたるの家に住むようになったラムと対立することもあった。あたるを振ってからは転入してきた終太郎に執心するようになる。とてつもない怪力の持ち主でもある。

藤波 竜之介（ふじなみ りゅうのすけ）
声 - 田中真弓 / 高垣彩陽 / くまいもとこ（「パチスロうる星やつら」シリーズ）
物語中盤頃より転入生として登場。父親と浜茶屋「海が好き」を営んでいたが、その浜茶屋が壊れてしまったため、再建費用を稼ぐために親子で友引高校の購買部で働くようになる。女性だが、父親に男として育てられていたため、ケンカ慣れしており男っぽく荒々しい行動が目立つ。

白井 コースケ（しらい コースケ）
声 - 山口勝平 / 高橋伸也
あたるの心友。あたるたちと度々つるんではいたずらや悪さをすることもあり、温泉マークからはあたるとともにクラスの要注意人物と認識されている。容姿は顔のニキビが特徴的で、あたるや他のクラスメートの男子と比べて身長も高く大柄。聖なる胃袋（セントストマック）の異名を持つ彼女がいる。名前は当時小学館の担当編集者である白井康介に由来する。
1981年版テレビアニメでは登場せず、高橋留美子展で上映されたOVA『うる星やつら ザ・障害物水泳大会』と2022年版テレビアニメでは登場している。

### ラム親衛隊
1981年版アニメのオリジナルキャラクター。
しのぶによると、「なにをやるにもあの人たちと一緒にする」という、あたるの悪友かつ同級生。当初はあたるとダサい奴同士で牛丼を食う仲だったが、ラムがやってきたことで状況は一変、彼女の親衛隊となる。以来彼らの目的はラムを守り、ラムの愛を勝ち取ること、そして自分たちの邪魔者を打ち倒すこととなるがその努力も空しく、彼らの目論見は失敗に終る。親友同士だが、ラムの注意を引くためなら互いに打ちのめし合うことも厭わない。中盤からは同じくラムを好意に寄せる面堂と手を組むことが多く、あたるを懲らしめることもしばしばある。
原作では彼らの基となった人物たちがラム後援会を結成し、ラムがあたると同居する原因を作っているが、短期集中連載から週連載開始へ移行し、あたるらの学年も高校1年から2年に進級したのを境に姿を消す。これに関し『少年サンデーグラフィック』の質問コーナーによると作者の高橋は「彼らの親達が、息子達がこのまま友引高校にいるとろくな事にならないので転校させたから」と回答しているが、短期連載時の話である「系図」では、当時から10年後の1年4組の同窓会には参加している。ラムへの呼び掛けは、メガネのみ「ラムさん」で、パーマ、チビ、カクガリは「ラムちゃん」と呼ぶ。
メガネ
声 - 千葉繁、龍田直樹（第3話のみ）
本名はサトシ。強烈な個性を持ったラム親衛隊の最高幹部会議長で、ラムの注意を引く（ゲットする）ための作戦を指示する役。
シリーズ前半の監督であった押井守が担当声優の千葉をほぼモデルにして作り上げており、その極端なキャラクターは千葉のアドリブで完成される。
ドイツ国防軍に関する強迫観念を含んだマニアックなオタクで、ヒステリーを起こしてエキセントリックな発言も多い。ただし、発言の後で冷静になって考え直す描写も多く、常識人でもある。普段あたるとは敵対する立場にあるが、暇な時には彼と共に牛丼や立ち食いそばをたぐるなどして、それなりの友人としてのスタンスは貫いている。愛用の装備として「この日のために徹夜で作った」重モビルスーツという強化服を所持する。
初期には、狂気じみた発言と笑い方が目立った。この姿をほかの親衛隊のメンバーや佐渡山はかなり恐れており、カクガリには「頼むからその顔だけはやめてくれ！」、パーマには「たまらん性格しとるなあ」と言われた。また、顎がはずれることがたびたびあった。
愛の表現こそあたるとは対照的だが、ラムを想う気持ちは少なくともほかの親衛隊のメンバーや、面堂よりは強い。当初はラムに煙たがられていたが、次第に友達程度の関係になってゆき、「メガネさん」と呼ばれるようになり、ある程度信頼されるようになる。
パーマ
声 - 村山明 / 村井雄治（パチンコ「Pうる星やつら～ラムのLoveSong～」）
本名はコースケ。あだ名の通り髪型はパーマであり、背が高くひょろっと痩せている。1981年版テレビアニメ第48話でメガネと同じく生物部に所属している描写がある一方、後の第56話ではバレー部のキャプテンも務めており、あたると同じく体力と行動力が非常に旺盛。よく司会を務める。
親衛隊に所属している立場上、あたると対立することも多いが彼とつるんでダブルデートやキャンプなどを楽しむこともあり、比較的あたるとの仲は良好。メガネ個人ともコンビで行動する機会が多く、親衛隊メンバーの中では役割や立ち位置がフレキシブルに変化する。
メガネ同様ラムに好意を抱いているが、実は親衛隊の中で唯一ラム以外に好きな彼女が存在しており、「聖なる胃袋（セントストマック）」の異名を持つ大食いの可愛いみきという名前の彼女がいるが、外見は原作と異なる。
本名である「コースケ」は、ほぼ原作のみの登場人物である白井コースケと一致するが、アニメでは時おり教室内のモブシーンで原作の白井コースケそっくりの人物が存在しているときがあるほか、映画『うる星やつら 完結篇』でもラストシーンであたるとラムが空中で抱き合うのを温かく見守る群集の中に、パーマとは別に白井コースケもいたため、アニメのパーマは原作の白井コースケと同一人物ではない。
チビ
声 - 西村朋紘→二又一成 / 小林大紀（パチンコ「Pうる星やつら～ラムのLoveSong～」）
本名はアキラ。あだ名通り身長が低く、臆病で泣き虫。親衛隊内の階級は「突撃隊長」だが、その実態は偵察係やパシリ役がほとんど。ロリータ・コンプレックスの気があると思われたことがある（1981年版テレビアニメの第158話より）。よくカクガリと一緒にいて、彼に叩かれたり、メガネに脅されて使い走りをさせられるなど、4人の中では比較的悲惨な目に遭うことが多い。
カクガリ
声 - 野村信次 / 田中進太郎（パチンコ「Pうる星やつら～ラムのLoveSong～」）
本名はヒロユキ。あだ名の通り髪型は角刈りで、体格は大柄。4人の中では最も影が薄い。顔や体格が担任の温泉マークに酷似しており（押井曰く「キャラクター設計上の問題」）、映画『うる星やつら2 ビューティフル・ドリーマー』ではそれを逆手に取って「温泉マークの物真似をして本人を激昂させる」、「戦車の砲塔に捕まり振り回される温泉マークを、デジャヴの如く演じる」といった描写がなされた。

## あたるの関係者
錯乱坊（さくらんぼう / チェリー）
声 - 永井一郎 / 高木渉 / 梅津秀行（「パチスロうる星やつら」シリーズ・パチンコ「Pうる星やつら～ラムのLoveSong～」・「Lパチスロうる星やつら」・パチンコ「Pうる星やつら～Eternal Love Song～」）
本名不明の遊行僧。僧侶の名前が「さくらんぼう」で偶然果物の桜桃に似てる事から物語では本人の初登場時の要請により、チェリーと呼ばれることが多く、漢字「錯乱坊（さくらんぼう）」に「チェリー」で振仮名表記される。親族に顔がそっくりで巫女の妹と姪のサクラ（後述）がいる。特技はサーフィンとヨガ。
初登場時には「とある高僧」と自称してあたるが世にもまれなる不運の顔面相（顔立ちが悪いと言っているわけではない）の持ち主であることを的中させる。以降もたびたび用もないのに変な所から出没する。登場時はほとんど強烈な破壊力のある顔面のどアップで出没。頭陀行に練達しており、時々諸星家の食卓に勝手に上がり込んでは食事を平らげて諸星家に徳を積まし、災いを封じようとしている。
あたるについて様々な土地に顔を出すこともあるが、基本は友引町内に居着き、普段は空き地にテントを張って住み、中盤以降はコタツネコと行動を共にしているシーンが多い。決め台詞は「運命（さだめ）じゃ」（「不吉じゃ」のパターンもあり）。メガネから「先天的自爆体質」と呼ばれるほど、不意に登場しては「爆発」する（彼の突然の登場に対する他の登場人物の驚きを「爆発」で表現している）。会話には「なまんだぶ」と称名念仏を唱えることもあり、曼荼羅に福神軍と鬼軍との運動会を映し出す法力を持つ。
初期の作品内では、初登場であたるを間違えて川から突き落とした（原作と2022年版テレビアニメ）のをはじめ、あたる達に無用な混乱を与えるトラブルメーカーであり、後半になってあたるが受身のキャラでなくなると、突然現れることで物語内の構造に突然変異を起こさせる役割も持つようになる。作中でたびたび不吉な予言をし、高い確率で的中させているが、悪い状況を（多くの場合、故意に）さらに悪化させている。あたるを「不吉」呼ばわりしているが、大半の災厄は彼自身が元凶となって招いたものである。物の怪や幽霊などの存在を妖気からいち早く察知したり、魔を封じ込める饅頭やさまざまな妙薬を作ったり、除霊したりするといった法力を持ち合わせているが、除霊しようとして失敗し、逆に奇妙な物の怪を召喚してしまうため、結果的に事態を悪化させるケースが多々ある。登場回数の多さにかかわらず、作中でラムの電撃を一度も食らったことがない。ただし、登場人物たちに殴られることは多い。クラマ天狗族のクラマ姫からは高僧として認められており、茶と菓子で接待され、ラムには与えなかった座布団を与えられてクラマ姫の傍らに座ることを許されている。
錯乱坊の妹（サクラの母）は兄妹だけに顔が似ているが、妹には大食い要素がない。
原作初期は4.5頭身ほどのスタイルであったが、後に2頭身に定着する。他の登場人物より背が低いため、コマから見切れる時には突然竹馬に乗り高さを調整されることがある。
『うる星やつら』以降の高橋作品のアニメの『らんま1/2』や『犬夜叉』や『境界のRINNE』にも隠れキャラとして登場している。また、『ブッダ』（作・手塚治虫）に1コマだけ登場している。
姪のサクラからは慕われているとは言いがたいが、「ディスコ・インフェルノ」ではサクラやつばめとディスコで待ち合わせた上でつばめの霊力を試し、サクラの相手としてそれなりの霊能力者以外認めない発言をしたり、交際を許可したりと父親のような発言や行動をとっている。
サクラ
声 - 鷲尾真知子 / 沢城みゆき / 髙橋麻里子（パチンコ「Pうる星やつら～ラムのLoveSong～」） / 恒松あゆみ（「パチスロうる星やつら」シリーズ・「Lパチスロうる星やつら」・パチンコ「Pうる星やつら～Eternal Love Song～」）
錯乱坊の姪で巫女。姓が不明で、皆からは「サクラ」「サクラさん」「サクラ先生」などとしか呼ばれず、更に書き文字では「さくら」とは表記しない。婚約者に西洋魔術師（悪魔祓い師）の「尾津乃つばめ」がいる。スタイル抜群の美人であり、「～じゃ」「おぬし～」など、古風な口調で話す。原作では「あなたにあげる」が初登場。自宅の鳥居には「正一位」の扁額がかけられて、自宅表札は「妖怪屋敷」とある。また、自宅は最初は平屋建てだったが、のちに二階建てに増築されている。
自宅に母（錯乱坊の妹）と二人暮らしで、時々伯父の錯乱坊が自宅に訪ねて来ている。父親はサクラの幼少時から成人した現在に至るまで一度も作中に登場せず、話題に上ったこともないため、その存在自体が一切不明である。
母や伯父に顔と身長が似ず、長い黒髪で背が高く、グラマラスで大変な美人である。あたるをはじめ、テンや友引高校の男子生徒たちなどから想いを寄せられており、男子生徒はわざわざ自ら傷ついて保健室の彼女へ会いに来るほどである。
生来から病弱体質であったが、扮装して家出中のあたると偶然ラーメン屋の外でぶつかり、彼の悪相を放っておけずに御祓いをするが、具合を悪くして中断の度に彼女に取り付いていた病気の根源である妖怪達があたるへ移っていき、一部を除き払い終えると彼女は健康体となった。それ以降はしのぶ達と同じく女性離れした怪力を発揮し、週刊連載開始後しばらくしてから、「妖花・サクラ先生」の回で友引高校の養護教諭として就任する。
初期は、お祓いをした結果死神をあたるに取り憑かせてしまったりなど、錯乱坊と共に事態を悪化させることが多かったため、あたるからはどちらかといえば敬遠されていたが、「サーフィンSOS」あたりから、あたるがサクラにセクハラをはたらいた末、サクラに殴られたり、空の彼方へ蹴り飛ばされるといったスタイルが定着した。あたるをおぞましく思っている言動が多々あるが、悩みを聞いたり助言もしたりすることも。
伯父の錯乱坊以上の底なしの大食漢であり、いくら食べてもプロポーションが崩れない。本人によると、「ダイエットしている」からとのこと。ただし、見た目は変わらないが相応に体重が増えている描写はある。伯父同様、強力な霊能力（霊力）を有し、祓串を手に妖怪などをお祓いすることができる。祓串が無いと妖怪達に纏わり付かれて日常生活もままならなくなる。また、修行により妖怪・守護霊の類を呼び出す能力も持ち、たびたび話の解決役となる。友引高校の養護教諭として、カウンセリングも行うなど、それなりにきちんと勤務しているが、保健室にやってくるのは下心満載の男子生徒ばかりであるため、当初は真面目だった診察も段々アバウトになっていき、劇場アニメ『うる星やつら2 ビューティフル・ドリーマー』では大量のトランキライザーを処方するなど、薬の使い方もかなりいい加減である。
初期の頃は面堂にたかろうとする錯乱坊を「恥を知れ！」と言って叱るが、物語後半になると諸星家に来て食事をたかるようになっている。お祓いの際は「はらたま！きよたま！」を連呼するが、これは「祓いたまえ」「清めたまえ」の略である（1981年版テレビアニメ第5話の台詞が初出。原作では言わない）。
『ビューティフルドリーマー』ではBMWバイクを乗り回し、給湯室で喫煙するシーンがあるほか、原作には喫煙するシーンが一コマある。

## ラムの親戚・友人
いずれも異星人。ラン、弁天、おユキは惑星小学校からのラムの幼馴染み。
テン
声 - 杉山佳寿子 / 悠木碧 / 成田紗矢香（「パチスロうる星やつら」シリーズ）
ラムの従弟で、頭部のつむじのあたりに角を一本生やしている鬼族の幼児。漫画では第7巻から登場したが、1981年版テレビアニメでは序盤の第3話から登場し、ラムが諸星家に同居してからすぐ後を追うような形で登場している。2022年版テレビアニメでは第12話「テンちゃんがきた」より登場。髪の色は緑色だが、原作と2022年版では黄緑に近い色調なのに対し、1981年版ではラムと同様に青みがかった配色をしている。
ゆっくりながらも空を飛ぶことができるものの、空を飛ぶのは苦手。急いで移動するときはオマル（にしか見えないアヒルを模した）型の小型飛行艇を使用している。口から強烈な炎を吐くため、よく火炎放射器代わりに使われる。頭を叩かれると本人の意識と関係なしに火炎を吐いてしまう。デタラメな関西弁をしゃべり、一人称は原作と2022年版では女性には「僕」、男性には「俺」と使い分けているが、1981年版では「わい」に統一されている。
ラムの婚約者となったあたるを視察しに地球へとやってきたが、はじめはあたるをラムの相手としてふさわしくないと思っており、たびたびラムのあたるへの印象を悪くさせようとしていたが、次第にそのような行動は少なくなっていきそのまま諸星家へ住み着いてしまった。あたるとはたびたびけんかをしている。
綺麗な女性や男に対する態度はあたるや終太郎に類似している。女性には自分が子供であることを最大限に利用して愛らしく甘え、男性に対しては悪態をついたりいたずらをしたりと態度が悪いので、あたるを筆頭に男子生徒からは可愛げのないガキとしてジャリテン（「ジャリ」とは「子供」の意）のあだ名で呼ばれている。また、面堂やあたるをアホ呼ばわりしている。幼児にしてはかなりの切れ者で、持ち前の機転の良さが周囲に好結果を出すこともよくある。なお、原作中でもラムから「だんだんダーリンに似てきたっちゃ」と言われ、相当なショックを受けていた。「飛ぶのが遅い、動きが鈍い」とチェリーにダメ押しされたときも相当なショックを受けており、繊細な面がある。よく宇宙のオマケ商品や玩具を持ち込むが、地球の動物に使用して怪物化させたりあたるに奪われて悪用されることが多く、ラムにしばしば注意されさらには電撃を受けることもある。飛ぶのも遅いが実際泳ぎが苦手で、ラムに猛特訓を受けたことがきっかけでさらにトラウマになっている。
母親の職業は「火消し」である。赤ん坊の頃から放火魔をどつき回して大火事を消すことに生きがいを感じる豪快かつ恐ろしい母の姿を目の当たりにしてきたために彼女を苦手とする。母が地球へやってきた際にはぎこちない敬語を使い、カチコチに緊張していた。母親は鬼族の多くと同様に二本角の持ち主であり、テンの一本角は幼児の時だけではないかという説もあったが、原作者によると「テンちゃんは大人になってもずっと一本角」とのこと（サンデーグラフィック参照）。
ラン
声 - 井上瑤→小宮和枝 / 花澤香菜 / 城雅子（「パチスロうる星やつら」シリーズ・パチンコ「Pうる星やつら～ラムのLoveSong～」・「Lパチスロうる星やつら」・パチンコ「Pうる星やつら～Eternal Love Song～」）
ラムの幼馴染みで唇同士の接触で相手から若さを吸い取ったり、吹き込む能力を持つ宇宙人。原作での初登場は第55話「体育祭危機一髪…」、1981年版テレビアニメでの初登場は第35話「ひな祭り!ランちゃん登場」。科学技術と黒魔術に長けており、ラムへの復讐のために爆発する大小のカラクリ人形を手作りしたり、奇妙な道具を多数持つ機械が好きな女の子。お茶を飲むのが好きらしく喫茶をよく自宅でしている。
露出度の高い銀のビキニ（アニメではピンク）、または淡色のシフォンのピナフォアを着用。友引高校では制服姿である。ふわふわカールの赤毛（アニメではピンク）でロリータ・ファッション（甘ロリ）の可愛らしい風貌である。極度の二重人格で普段はぶりっ子で華やかで垂れ目の愛くるしい雰囲気の少女だが、怒ると牙を剥いて凶暴になり、吊り目となってドスの効いた河内弁でしゃべる。普段は「ラムちゃん」や「ランちゃん」「あたし」と話すが、キレると「ワレ」「オンドレ」や「ワシ」「ワイ」に変わる。母親（声：梨羽由記子 / 伊倉一恵）も河内弁のような言葉でしゃべる。母親は非常に躾に厳しい人物で怒ると怖く、いつもランはお仕置きを受けており「きつい性格だった」と本人は語っている。
幼少期からラムに付き合わされてはひどい目に遭い、ラムによる偶然の不幸と、自身の言い分を聞かない母親に毎回叱られる羽目になることが度重なった結果性格が歪んでしまい、大人になってその経緯を尋ねられるとラムにいつも巧みに言い逃されたため、ラムをいつか痛い目にあわせて復讐を…と考えるようになってしまった（ラムの行動に悪気がないことを知るのは「風邪見舞い」においてである）。性格が歪んでからは、ラムに巻き込まれた数々の悲惨な過去を思い出しては怒りの感情を湧き上がらせ、復讐や嫌がらせを思い立ち、実行に移すなど非常に執念深い面を持つようになった。
レイに恋心を抱いていたものの、彼はすでにラムと恋愛関係にあり、レイが幸せならば自分の恋をあきらめて、二人と友人関係を続けていく道を選ぼうと心に決めていたが、ラムは地球であたると婚約し、レイとあっさり別れたことでついに激昂、その遺恨を晴らそうと地球にやってきた。尚、ラムがレイと別れた理由は彼のあまりの卑しい食い意地や牛に化ける事に嫌気が差したからだが、ランにとってその経緯は意味を持たずレイの食い意地や牛に化けた姿も好意的に思っている。
怯えたり怒ったりすると牙をむき出し武器（バズーカなど）を取り出して人を襲う癖がある。問題の解決は相手を打ち倒すこと、と考えており精強な武器を潤沢に持っている。
友引高校の2年7組へ地球人の「蘭」として転入。ラムへの復讐として、婚約者のあたるの若さを吸い取るべくモーションをかけるが、ことごとくラムに邪魔される。一度あたると口づけをしたが、彼が錯乱坊の若返り薬（結果的には魔除けの薬）飲んでいたため、吸いきれず失敗。その後はあたるの若さを奪うことは断念するもラムに対する復讐心は消えず、たびたび思い出したように嫌がらせをする。当初はラム以外には自分が宇宙人であることを知られないようにしていたが、レイとデートをするようになった頃から、いつの間にか、あたる達の目の前でも自分が宇宙人であることを隠すような行動はなくなっていった（ただし、作中で明確に彼女自身から地球人達に正体を明らかにしたという描写はない。）。友引高校生活では度々ラブレターを貰ったりファンクラブも存在するなどモテている。
連載中盤からはレイとたびたびデートを重ねており、大食漢の彼のために大量の食事や弁当を用意し、その食べっぷりを悦に入った笑顔で見つめている。
ラム同様にあたるのことを「ダーリン」（いとしい方）と呼ぶが、ラムと違い特別好意を持っているわけではなく言わば通称であり、いじっているだけである。幼馴染ゆえラムも黙認している。
弁天（べんてん）
声 - 三田ゆう子 / 石上静香 / 根本圭子（パチスロうる星やつら2） / 水間まき（パチスロうる星やつら3） / 笹本優子（パチンコ「Pうる星やつら～ラムのLoveSong～」・「Lパチスロうる星やつら」・パチンコ「Pうる星やつら～Eternal Love Song～」）
原作での初登場は第10話「いい日旅立ち」、1981年版テレビアニメでの初登場は第29話「せつぶん大戦争」。ラムの幼馴染みである宇宙人。福の神族。名前の通り七福神の一人弁財天で、節分の時期になると彼女ら福の神族は宿敵関係にあるラム達鬼族と（紅白玉入れ）合戦をする。自分たちの星で節分の行事が財政難で開かれなくなって以降は、たびたび地球に来て豆まき合戦をする。節分以外でも時折ラムの所へ遊びに来ている。あたるを色仕掛けで初めて利用した女性である。顔を見るたび言い寄ってくるあたるを殴るだけでなく、パチンコの玉代わりにして竜之介に発射するなど、親友の婚約者と認識しながらも、かなり手荒く扱っている。
男勝りでサッパリした勝気な性格だが、性格が男な竜之介とは違い、女性であるという自覚はしっかり持っている。時に色仕掛けを有効に利用したりする。
不良グループを一人で潰してしまうほどケンカが強く、カツアゲなどもするスケ番である。また、母校の惑星中学校で、おユキ、ラムと共に「伝説のスケ番」と呼ばれている。愛用のエアバイク流星号を乗り回しており、自分でメンテナンスをしている。気性が激しくて荒々しいケンカも好きだが、可愛い一面も時折見せる。あたるを呼ぶときは「ラムのダーリン」、あるいは「お前のダーリン」、稀に「諸星」と呼ぶなど気遣いを見せる。
黒髪 (2022年版テレビアニメでは朱色）で、露出度の高いビキニのプロテクターのような衣服を着用し、肩からは太い鎖を掛けている。この鎖は自宅UFOの鍵となっており、鎖に鍵がついているのではなく、UFOに鎖の形をした鍵穴がある。幼少時から同様の鎖（現在より小振り）を身につけていた。
おユキ
声 - 小原乃梨子 / 早見沙織 / 加藤有生子（「パチスロうる星やつら」シリーズ・パチンコ「Pうる星やつら～ラムのLoveSong～」・「Lパチスロうる星やつら」・パチンコ「Pうる星やつら～Eternal Love Song～」）
海王星の女王であり、雪と氷と冷気を操る雪女である。ただし熱や暑さに弱いとされる地球の雪女と違い温かい風呂や温泉に入ることも出来る。低温と氷を利用した様々な武器や技を持ち、作中で判明しているだけでもかなりの多数に上る。風邪になって体調を崩すと冷気を暴走させ、体温は零下にまで下がり、海王星全土を凍結させてしまうほどの冷気を発する。こうなると氷の武器や技も本人の意思に関係無く勝手に発動してしまい危険な事態となる。また様々な場所へと瞬間移動するための入り口を開くことができる。
外見通りに普段は物静かで上品だが、その性格は冷ややかで怖く腹黒く陰湿（後述）。怒らせることは容易ではないが、ランによると「怒らせた者は恐ろしい目にあう」という。こうなると周囲は極寒となり前述の氷の武器や技を使用するか、怒りの対象となった者を凍結させてしまう。両方の場合もあり、さらにひどい場合凍ったまま異次元トンネルに捨てられる。しかも無関係な近くに居る人も巻き込んでしまう恐れが有る。付き人達からは「おひいさま」と呼ばれ、B坊という雪男から姉のように慕われている。なお原作ではB坊は下男とされる。
大福帳を持ち歩いて金銭を管理している。海王星に自生する、クチバシを抜くとシャーベットになる生物で名前もそのままで『シャーベット』を海王星の特産物として売り出したり、冷気の出る風鈴を販売して金稼ぎをする場面もある。弁天が暴れた時は賠償金をきっちり請求しているが、シャーベットが暴れて弁天のバイクを傷つけた時には「修理代くらい払ってあげる」と言っており、海王レミングがランの用意した菓子を食べてしまった時にも責任を取る意図があると思われる発言がある。もっともそれが余計に弁天やランを怖がらせてしまった。作中では弁天に「筋金入りのドケチ女」、ランに「冷血商人（あきんど）」と陰口を叩かれている。それを聞いた際には「気にしていない」と言いつつ、二人を氷漬けにしている。
氷や冷気を操る超能力は作中屈指の強さを誇り、ケンカ慣れしている竜之介と弁天にも勝利するなど、腕っ節も相当のものである。それまで作中最強との呼び声高かったコタツネコにも前述の風邪で能力が暴走していたとはいえ、本人には敵対や攻撃の意図も無いままに一撃で勝利した。
防熱効果を持つ白い着物を着用しての登場が多い。その下は露出度が多い橙色（2022年版テレビアニメでは氷の様な）ワンピース型水着の様な衣服を着用している。履物も橙色（2022年版テレビアニメでは氷の様な）ハイヒールロングブーツ。氷の様な長髪をポニーテールで纏めている。
初登場は海王星の大量の雪を捨てるために4次元空間を開いたところ、あたるの部屋の押入れに繋がった話（原作での初登場は第7話「お雪」、1981年版テレビアニメでの初登場は第15話「おし入れの向こうは海王星」。）。海王星は男が他の星に出稼ぎに行ってしまうため、一緒に付いてきたラム親衛隊は雪かきの人員として重宝された。
ラム、弁天と3人で「伝説のスケ番」として名を馳せていたとされるが本人は否定。ラム達が小学校時代の担任ロボットCAO-2に悪戯を仕掛ける時には入れ知恵し、鉄火肌の弁天に実行をそそのかすが、実行には関せず傍観に徹し、「友達を止めた」と主張して使用者責任を免れた上に先生からの受けが良い優等生然としていた。
レイ
声 - 玄田哲章 / 小西克幸 / 宇垣秀成（「パチスロうる星やつら」シリーズ）
原作での初登場は第6話「愛で殺したい」、1981年版テレビアニメでの初登場は第5話「変身美男子レイが来た!」。ラムの元婚約者。鬼族。あたるの母親、友引高校の女生徒、クラマ姫をはじめ、彼の顔を見た女性をほぼ全員一目惚れさせ、面堂を精神的に打ちのめすほどの色男でハンサム。本人も美形である自覚があり、時にそれを利用している。しかし頭が弱く、性格はかなりの天然ボケで、底無しの大食漢。興奮すると、見るからに滑稽で巨大な虎柄の牛鬼（ウシトラ：艮すなわち鬼門の方角に由来）に変身する。
初登場時にあたるの母親の手の甲にいきなりキスをして彼女を舞い上がらせたが、ラムによると「食べられるかどうか“味見”しただけ」というほど食い意地が張っている。
以前はラムと相思相愛の恋愛関係にあり、婚約もしていた。しかし所構わず食べ物を優先する卑しさや、滑稽な牛鬼の姿などを理由に、ラムに振られて婚約を解消されてしまった。ラムに未練があり、地球まで追ってきた。
黙っていれば超美男子だが非常に無口な性格な模様で基本的に単語程度の言葉しか話さない。終盤はさらに極化して「ラム」「ラン」「めし」「うん」。牛鬼に変身後は「ぶも～!」など彼なりの感情の擬声が多い。中期以後はデフォルメが進み、可愛らしくお馬鹿なキャラクターとなった。
初登場時は、偶然出会ったしのぶとともにあたるの家を訪問した。そこでラムに復縁を迫り、あたるも「同種族同士の結婚がよい」とレイの後押しをするが、ラムの「あたるとの子供がお腹にいる」という嘘に激怒。あたるとイモの早食い競争をするも敗北。大食いで負けたのはこの回のみである。
2度目の登場の際（原作第9話、1981年版テレビアニメ第6話）には、ラムに誠意を見せるはずだった貯金を手にしていたが、食欲に負けて牛丼屋に入ってしまった。それでもラムに「一緒に帰ろう」とせがみ、ラムから「まともな日本語でプロポーズしたら（考えても良い）」と条件を出された。カンペを見ながらプロポーズの文章を口にした（虎の巻を棒読みしただけ）レイだが、反故にされた上に馬鹿にされて激怒した。彼が一小節の文章を話したのはこの回のみ。原作では、牛鬼姿の時に彼がラムを呼ぶときは、ゆがんだ線の吹き出しに幼児の手書きのような文字で「らむ」と書かれたセリフで描写されている。
当初は恋敵のあたるを見ると襲いかかっていたが、ラムを見つけたり、食べ物を与えられたりすると襲うのを中断または止める。連載後半ではあたるやランから食べ物を与えられて足止めされることもある。
また、1981年版テレビアニメの第144話では、美形の男と契りを結びたいクラマ姫に気に入られ、求められる。レイを奪還に来たランが窮地に陥るが、「めし」よりランを優先し助けた。

### スケ番3人組
惑星中学におけるスケ番で、ラム達の後輩。伝説のスケ番と呼ばれた元祖スケ番3人組ラム・弁天・おユキ達を超えることを目指し、3人に引導を渡すべく色々とちょっかいをかけるが、いつも失敗している。
後に元祖スケ番3人組と呼ばれた3人が不良などではなく、ラム達と関わってひどい目にあった友人の話が、その転校後に噂となって一人歩きしただけだったことが判明するも、彼女たちはそれを受け入れようとはせず、自分らが最強であることを証明するまで、些細な事で競争し続けた。それはほとんどが単純な悪戯と影の工作に過ぎなかったが、それでも執念深く挑み続けた。
それぞれ特殊な能力を行使できる。原作では、すぐに女の子を見ればナンパするあたるからは「小学生かと思った」程度の子供にしか見られず、3人共あたるには相手にされていない。1981年版テレビアニメでは初登場の際、「お姉さ～ん」と3人の後をくっ付いているシーンがある。これは、原作では初登場の際にはあたるが登場しないにもかかわらずアニメのほうで無理に登場させてしまったためで、その後、1981年版テレビアニメでも3人のことを相手にしないエピソードを放送したため、あたるの行動が矛盾した内容となっている。
しゅがあ
声 - TARAKO / 久野美咲 / 村松宏美（「パチスロうる星やつら」シリーズ）
通称：七色のしゅがあ。髪型はお団子頭。3人組のリーダーで、すべての作戦は彼女が考える。保護色の特殊能力を持つ。
じんじゃあ
声 - 坂本千夏 / 森永千才 / 村田知沙（「パチスロうる星やつら」シリーズ）
通称：仏のじんじゃあ。小さな猫のような耳が頭にみられる。死んだふりの能力を持ち、本当に死んだと思わせるほど身体の活動を低下させることが可能。
ぺっぱあ
声 - 鵜飼るみ子 / 高橋李依 / 多田このみ（「パチスロうる星やつら」シリーズ）
通称：毒蛇のぺっぱあ。長髪にヘッドバンドをしている。脱皮の能力を持ち、自分の皮膚を自由に脱ぎ捨てることが可能だが、それをした後もどういうわけかちゃんと服を着ている（ただし、パソコン版のアドベンチャーゲーム「うる星やつら 〜恋のサバイバル・バースデイ〜」では、ラムの電撃に対抗するためのゴムガッパを着込んだまま脱皮してゴムガッパが脱げてしまうという描写が存在する）。

## 友引高校関係者

### 教職員
温泉マーク（♨先生）
声 - 池水通洋 / 三宅健太 / 宇垣秀成（「パチスロうる星やつら」シリーズ）
あたるの通う友引高校の教師。本名は不明で校長先生からも「温泉先生」・「♨先生」と呼ばれる。1981年版テレビアニメでは友引高校OBという設定が追加されており、第56回「命かけます授業中!」の時点では年齢35歳・教師生活13年目であることが語られている。原作ではあたるが1年だった（2022年版テレビアニメでは2年生）第4話『あなたにあげる』から登場。担当は英語で、生徒指導の主任も兼ねているが、これは長期連載開始以降の追加設定であり、当初は担当科目不詳であった。2022年版はクラスの担任に変更されている。
小柄で小太り、角刈り頭で、いつも温泉マークの柄の背広を着ている（原作では背広とスラックス全体に無数の温泉マークがプリントされているが、1981年版テレビアニメでは描きやすさを考慮してマークは背中に一箇所だけとなっている。2022年版テレビアニメではネクタイが温泉マーク柄で背広には柄が無い）。面堂と同様にあたるが自身の不幸をばらまく際の標的になることが多い。
原作では『いまだ浮上せず』の回で、妻子および年老いた母がいることが判明するが1981年版テレビアニメでは独身という設定であり、そのためにサクラに迫るエピソードが多いが全く相手にされない。
花和（はなわ）
声 - 納谷六朗
友引高校の新任教師。半年間の自宅待機の後に友引高校に赴任したが、このとき同時にラムが友引高校のあたるのクラスに編入している。担当教科は古典。あたるのクラスの担任。生徒想いで青春を青臭く語るのが好き。丸眼鏡に懐中時計、三揃えスーツの襟元にピースバッジという、やや時代錯誤的なセンスの上、ものの見方がどこかずれているため、空を飛んだり電撃を発するラムを見ても、宇宙人だと認識できていない。
1981年版テレビアニメではテロップに「花輪」と表記されることが多い。原作・1981年版テレビアニメともに、中盤以降はほとんど登場しなくなり、生徒達と絡む場面もほぼ無い。2022年版テレビアニメは未登場。
校長先生
声 - 西村知道、安西正弘（一時代役）/ 大塚芳忠 / 太田哲治（パチスロうる星やつら2） / 加藤清司（パチスロうる星やつら3）
友引高校の校長。心の広い、寛容な人物で、あたるを始めとする強烈な個性の生徒達や宇宙人、はては妖怪まで現れる友引高校において、表情ひとつ変えず穏やかに対応する。コタツネコと気が合うらしく、よく校長室で一緒にお茶を飲みながらまったりとくつろいでいる。
細身で長身、頭頂に毛がない（側頭部や後頭部は生えている）メガネの男性。顔にしわの描写がなく年齢不詳だが、1981年版テレビアニメでは白髪となっている。生徒や職員からは雑に扱われることも多く自分で「重い肩書き、軽い立場」と称した。1981年版テレビアニメではぴえろとディーン両制作時期において、演出の違いからか容姿や性格が若干異なっており（ディーン期はぴえろ期より温和に）、西村知道の声質もそれに合わせて変化している。1981年版テレビアニメ初期の校長は全くの別人だったが花和の赴任エピソードの際に原作通りの風貌に改められた。

## その他の人物

### サクラ関係
尾津乃 つばめ（おづの つばめ）
声 - 井上和彦 / 櫻井孝宏 / 遊佐浩二（「CRうる星やつら」シリーズ）
サクラの婚約者。西洋魔術師で、生業はエクソシスト。その職業にふさわしいドラキュラのようなマントを常に身にまとうハンサムで長身、優れた霊能力の持ち主だが、不器用で少し間が抜けている。魔物や霊を呼ぶ時は必ず「おいでませ」という。3巻（原作第17話「ディスコ・インフェルノ」、アニメ23話「恋のバトルロイヤル」）での初登場時はドジや間抜けな面が多く、呼び出した魔物を消す方法を修得していないなどの未熟さが見られたが、先述のとおり、霊能力者以外との交際を認めない錯乱坊に、サクラの彼氏として認定される。
10巻での再登場以降（2022年版アニメでは初登場から）では、未熟な面はあまり見られなくなっている。ただ、海辺や公園などサクラとのデートのたびに友引高校の生徒達に覗かれたり邪魔されたりするうえ、あたるの「愛が冷めたんですよ」発言を信じてしまうなど、まだまだ間抜けな面は抜けていない。原作ではつばめの父親は既に死去しているが、幽霊として登場。息子同様に陽気な性格であった。
コタツネコ
声 - 西村朋紘 / 高木渉 / 加藤清司（パチスロうる星やつら3）
大人の背丈ほどもある大きな化け猫。かつては江戸時代に生きていた普通の野良猫だったが、冬の屋外に放り出されて凍死したため怨念でコタツに執着する化け猫になった。すでに死んでいるので二度と死なない。時々錯乱坊のテント前や、あたるの家に居着いており飼い猫扱いされることもある。無口（鳴くこともなく、台詞はほとんどが大きく太い字体で「ん」など）でのんびりした性格で、錯乱坊やテンとは比較的相性が良く、弱いものには比較的友好的な態度も見せたりテンを弾き飛ばして母親のもとまで送り続けたやさしい一面もある。友引高校の校長とは茶飲み友達。よく校長と校長主催の学校イベントに主催側として参加している。好物はたい焼き。愛煙家でもあり、煙管を使用している。また、ある事件をきっかけにランに対して特別な思いを持っている節がある。一方で巨体に見合った腕っ節の持ち主で、必殺技の「突き押し」。竜之介、弁天など数多くの強者を打倒してきたがお雪だけには頭が上がらない。反面、コタツに執着しているためにコタツ布団などで買収されるケースも多い。モデルは元横綱の北の湖。現役時代のふてぶてしさが反映されている。
2022年版テレビアニメでは第2話から錯乱坊とともに登場している。

### 終太郎関係
面堂 了子（めんどう りょうこ）
声 - 小山茉美 / 井上麻里奈 / 恒松あゆみ（パチスロうる星やつら2） / 多田このみ（パチスロうる星やつら3）
終太郎の妹。兄同様に容姿端麗だが、何よりも退屈を嫌い、面白半分で行動している。私立清廉女子大学付属女子中学校2年に在学。好きな人はいじめてしまう性格であり、兄や飛麿にいたずらをし、困らせるのが趣味。初登場時には終太郎が忘れた弁当を牛車に乗って数日かけて届けに来るなど、嫌がらせのためには苦労を厭わない。言い寄るあたるを利用し、しばしば騒動を引き起こす。度が過ぎて、女性に甘いはずの兄から刀を向けられたこともあるが、無論、意に介する素振りはない。
部下として絶対服従の有能な黒子軍団を従えている。二人一組で馬の着ぐるみに入って了子の足になったり、爆弾を仕掛けたりする。
あたるのアタックに対し積極的に手を差し伸べる数少ない女性のように見え、飛麿に対しても好意を持っているように振舞っている。実際は「オモチャ」として遊んでいるのであるが、双方とも終太郎が不愉快になる人物であるため、わざと恋の駆け引きをしているかのように見せ、兄の一喜一憂する狼狽ぶりを楽しんでいる。特にあたるは多少の嫌がらせやいたずらにあっても引き下がることをしない上、毎度懲りずに言い寄ってくるので、懐柔するには手頃この上ない存在である（あたるに騙されて大泣きしたこともあるが、後に十二分にお返ししているので遺恨は残っていない）。兄妹対決の際は常に自分の味方に付き、「終太郎に嫌がらせをすると愉快」という点においては同志であるため、あたるを信頼している一面も見せる。
水乃小路 飛麿（みずのこうじ とびまろ）
声 - 井上和彦→島田敏 / 梶裕貴 / 加藤清司（「パチスロうる星やつら」シリーズ）
終太郎の幼馴染にしてライバルで、幼い頃から互いに「終ちゃん」「トンちゃん」と呼び合い競ってきた仲。日本のスポーツ業界を牛耳る水乃小路スポーツ用品の次期当主。公家出身の水乃小路家は面堂財閥同様に強大な財力と軍事力を持ち、武家出身の面堂財閥とは家同士もライバル関係にある。しかしスポーツ用品系財閥の御曹司であるが極度の運動オンチ。特技として野球のボールを丸飲みしたり、再び吐き出すことができ、パチンコのように大量のボールを吐き出すこともある。当初妹を「鉄の妹」と思い込んで同じく「鉄の嫁」と思い込んでいた終太郎と不幸を競い合ったり、初登場において「雌雄を決する」の意味を、「負けた方がお嫁さんになる」と思い込んでいたりと、非常識かつ変態である。高校に通学しているのかどうかは不明。
普段はボサボサの髪で目元まで隠れており、瞳に星がある。この目は祖父と父親以外の水乃小路家全員に共通する特徴である。家族構成は祖父、父母と妹の飛鳥。
『鉄の妹』飛鳥に、恋愛対象のように慕われているが、飛麿はあくまで「妹」として飛鳥を思いやっている。明らかに飛鳥より非力であるが、あたるなどから妹を守るため、体当たりで阻止に入る（無様に弾かれることが多い）。しかし、その言動がまた飛鳥のブラコンに拍車をかけてしまっている。母からは「ふがいない兄」や「ごくつぶし」と言われている。よく布団に潜り込まれたり、湯殿に入って来られては動揺している。妹の裸を見せられたときには体内の約3分の2にも達する大量の鼻血を噴出し、抱き付かれてはその怪力で骨を砕かれる。しかし、医者があきれるほどに回復力は高く、あたる並みの回復力・生命力を有する。
野球好きで終太郎とは長年に渡りライバルであるが、決着がつかない。これは先述の通り運動オンチで野球が下手なため、飛麿がまともに投げられなければ終太郎は打つことができないからである。
有り余る富の持ち主であるにもかかわらず、終太郎のそれのように流用しない。ぼろぼろの武道着をまとい、自分用のバットを何本も背負っていて、年中山ごもりの修行をしているが、その内容はほぼ野球と無関係なもので、山ごもりの際に食べるのも野球のボールと、的外れな修行に勤しんでいる。
運動神経は悪い意味で天下一品。よく高い木に登るが、自力で登り降りできないのではしごを愛用しているが、しばしば外される。しかしながら逃げ足は速く、妹が甲冑で初登場した際に、『鉄の嫁』を迎えねばならないと思い、激怒した面堂の刀を真剣白刃取りしている。
女嫌いである。それは幼い頃に了子からよくイジメられたことに起因する。相当手痛い目にあわされている。そのため、できれば了子は避けたい存在だが、不幸にもよく出くわす（了子自身は、飛麿に好意を寄せている言動を見せるが、他人を平気でオモチャにする性格から、その真偽のほどは最後まで謎のままであった）。終太郎には了子のことが好きだと思われており、交際を反対されている。
先述の理由により自称女嫌いであるが、実はあたるや終太郎などよりも家庭内の女性比率は極めて高く、侍女・部下に至るまで全て女性である。しかし部下の女性たちにぞんざいに扱われることもある。
水乃小路 飛鳥（みずのこうじ あすか）
声 - 島本須美 / M・A・O / 茶乃（パチスロうる星やつら2） / 戸田亜紀子（パチスロうる星やつら3）
飛麿の妹。水乃小路家の掟により15歳になるまで、父親や兄の飛麿を含む一切の男性と面識を持つことなく成長した極度の箱入り娘。兄の飛麿さえ彼女の存在を知らなかったほど。小さいころからの重い甲冑を着けてのトレーニングにより、人間離れした怪力と桁外れの運動神経を持っており、200kgの甲冑を着たまま100m（しかもハードルあり）を12秒で走ったり、素手で木を倒したり、10m以上はあろうかという高いジャンプをすることなどができる。
水乃小路家と面堂家の仲直りのために終太郎と見合いをすることになり、その際ラムの電撃で甲冑が壊され素顔が明らかとなる。遠巻きに見ていたあたるが100m7秒で迫ってきて甲冑をこじ開けようとしたり、面堂が先祖代々の宿敵であることを忘れて感激したりするほどの美少女である。飛鳥自身は、自身の美貌が男性を惹きつけたとは思いも及んであらず、いきなりすごい勢いで追い掛け回してきた「あたる＝全ての男」に恐怖を覚え、反射的にその怪力で拒絶するほどの男性恐怖症になる。さらに「男」と「兄」を別の生き物だと刷り込み、「兄」は自分の味方であり、慕ってもよい存在と認識。極度のブラザーコンプレックスとなってしまう。さらに了子が終太郎を「お兄様」と呼ぶのを聞き、彼も自分の「兄」だと思い込んでいる。
また友引高校で出会った竜之介に対しては、最初はその外見から男性だと思い込んでしまい力一杯拒絶し、誤解を解きたい竜之介に校内を追い回されるが、その後諸事情から彼女のことも「兄」と思い込んで慕うようになる。あたるすらもあきれてしまう非常識少女である。なお、原作では「潔癖の要塞」の回において潔癖女子中学校に通っている。
実の兄である飛麿を非常識なレベルで慕い、一緒に入浴しようとしたり、寝床に潜り込む、抱きつくなどの積極的なアプローチを行う。飛麿に「兄と妹は一緒に入浴したり同衾したりしてはいけない」と諭されても、そもそも「動物のオス（男）とメス（女）」や「兄弟姉妹」の概念や定義自体を学んでいないため、それがなぜいけないのかすら理解できない。しかも力加減ができないため、先述のように兄を抱きつぶしてしまい、母からは「不毛な恋」や「変態」と呼ばれて悩ませている。終太郎や竜之介に対して飛麿に対するような度の過ぎたブラコン行為を行うことは劇中ではなかった。
恐怖にすら感じるほどあたるを忌み嫌っているが、当のあたるの方は飛鳥をハーレム要員候補と見ており、脈絡もなくたびたび自宅にも出没するが、そのたびにぶっ飛ばしている。

### テン関係
真子（まこ）
声 - 大和田りつこ
外見がテンと同齢程で額の真中に少々太い2本の前髪を垂らし広いおでこに側頭部を黄色玉が付いた髪留めで短い巻髪にしたツインテールが特長の女児。幼稚園児だが年齢の割にませており、大人の女性の恋愛観や結婚観に基づく理論を展開するためテンは苦手にしているが、真子はテンに側根。天下御免のバレンタインデーにテンにチョコレートをあげ、テンがそれを受け取った為に無理やり婚約したが当のテンは大人の女性が大好きで幼児に興味が無い事と性格の不一致から真子に苦手意識を持っていたが、「バレンタインにチョコを貰ったら、将来その人と必ず結婚しなくてはならない。これは日本の法律であり違反すれば死刑！」と言う嘘を真に受けていた。同じ境遇のラムとは気が合い直ぐ親友になった。発言が最早幼児レベルでなく「見た？ あれが女心を踏みにじった男の末路よ」「身も心もとろけさす甘美な暴力と言ってほしいわ」「ひどいわっ！ もう私たちを愛してないのね！」他多数物語で語っている。テンとキスを事故で偶然2回も果たしたが、事故だった事からテンからは不可抗力。真子の母はマリリン・モンロー似の美女で例によってあたるは、テンを迎えに来たという口実で彼女に手を出そうとするが、肩を抱いた次の瞬間、飛んできたラムの鉄拳があたるの顔面にめりこみ、さらに電撃でお仕置きを加えられた。

## 主要人物の父母
あたるの父
声 - 緒方賢一 / 古川登志夫
穏やかな家庭生活を望む、一般的なサラリーマン。自宅では和服姿でいることが多い。さまざまな騒動（主にラムの電撃）で、何度もローンの残った自宅を破壊されている。夫や父としての威厳はもはやなく、妻には頭が上がらない。ラムやテンを実の子供のように可愛がっている。
初期には、まだわずかだが一家の大黒柱としての自覚を持ち、家族内での指揮采配をとっていたが、次第にあたるやラムが巻き起こす不条理の規模が拡大するに比例して、無関係を決めこむ姿勢が定着していった。
あたるの母
声 - 佐久間なつみ / 戸田恵子
一般的な専業主婦。短期連載期原作やアニメ初期ではあたるの言動、まつわる不幸を嘆き、「産むんじゃなかった」が口癖であった。だが一人息子のあたるに対する愛情も深い。夫の眼前で美少年姿のレイに色目を使ったことがある。夫と同様に、ラムやテンを実の子供のように可愛がっている。
家に金がないため、金には人一倍執着心が強い。1981年版テレビアニメではラムの母と終太郎の母が大ゲンカした時はケンカの仲裁を行うふりをして双方から大金をせしめようとし、それに気づいた双方が激怒。諸星家を一斉攻撃された。この結末には近所の主婦たちからは息子だけじゃなく親もアホと評されている。
1981年版アニメではラムのことを終始「ラムちゃん」と呼んでいるのに対し、原作では途中から「ラム」と呼び捨てにしている。
ラムの父
声 - 沢りつお / 小山力也 / 宇垣秀成（「パチスロうる星やつら」シリーズ）
最初に地球を侵略しに来た、大柄な鬼族の宇宙人。娘のラムをあたると鬼ごっこで戦わせた張本人。あたるに敗れた後は地球侵略を潔く諦めた。つなぎの虎縞スーツを着ている。鬼星ではかなりの権力者らしく、巨大な宇宙船を所有し軍隊を引き連れているが、妻には尻に敷かれている。あたるを婿として、多少不安ながらも温かい目で見守っている。一度はラムのことを心配して、本人の知らない内にお見合いを企画させたりしていた。
テン同様、関西弁でしゃべる。いかつい外見に反して温厚な性格で、滅多なことでは怒らないが、幼少時のラムがブラスター銃をいたずらした時は本気で怒った。
ラムの母
声 - 山田礼子 / 平野文
ショートヘアで虎縞チャイナドレスを着た、鬼族の宇宙人。美人。地球の言葉が話せず（原作ではセリフの吹き出しには麻雀牌が書かれている。ラムを呼ぶときは「白發中」と表記される。2022年版アニメでは上田誠（ヨーロッパ企画）により新たに制作された鬼族語を喋る）、地球人と話すにはラムやテンの通訳がいる。1981年版アニメ初期、映画『オンリー・ユー』で登場した際のセリフは逆再生となっている。本当は、地球語を覚える練習をしたのだが、何を間違ったのか麻雀の本を使用したため、地球語がしゃべれない。
原作では飛行能力を、アニメではそれに加えてラム同様の電撃攻撃能力を有している描写がある。
原作・アニメともに、自分たちの母星にいる（地球人がいない）シーンでは、日本の関西弁のような表現での会話をしている。
テンの母
声 - 横沢啓子→勝生真沙子 / 辰巳知里（「パチスロうる星やつら」シリーズ）
赤色の全身タイツに縞模様のブラを着用している。火消しで、常にまといを所持している。原作ではラムたちと同様自らの力で空を飛んでいるが、アニメ版では弁天が乗っているスクーターに酷似した赤色のスクーターに乗っている。テンと同じように、関西弁で話す。夫は単身赴任中らしい。火事の際、まといについたスプリンクラーのようなものから水を出して消火する。テンが所構わず火を吐いていないかいつも心配している。放火魔のことが大嫌いで、赤ん坊のテンに放火魔を叩きのめす話を子守唄代わりに聞かせていた。ラムにとっては「おば」だが、ラムの両親との詳しい血縁関係は明かされていない。
竜之介の父
声 - 安西正弘、大川透（OVA「うる星やつら ザ・障害物水泳大会」） / 千葉繁 / 梅津秀行（「パチスロうる星やつら」シリーズ）
容姿は常に「海が好き」とプリントされたステテコに腹巻き姿で、錯乱坊のアップに匹敵する破壊力がある顔面を持つ。先祖代々浜茶屋を経営しており、跡継ぎに息子を欲していたため、娘に「竜之介」と名付け息子として徹底的に男のように育てた張本人。それが原因で竜之介とは日々壮絶な親子ゲンカを繰り返している。腕っ節は互角だが、正々堂々な竜之介とは異なり、不正や奸智（悪賢い知恵）といった卑怯な手を好む。
竜之介の乳房を徹底して「腫れ物」と呼んだり、友引高校への入学書類の性別欄は「男」を選択したり、竜之介が女性の扱いを受ける、あるいは女性の自覚を持つことを絶対に認めない。一方で、竜之介の体そのものは間違いなく「女」であるというどうしようも無い事実だけは認めており、性別変換のアイテムや魔力を手に入れた際には、竜之介を正真正銘の男性にしようと執拗に狙う。
浜茶屋「海が好き」を一年中経営していたが、竜之介との大ゲンカで浜茶屋が崩壊。その再建資金を捻出するために、友引高校の購買部で住み込みを始める。赤字のため、時には資金捻出のため、活魚つかみどり大会を開催したり面堂家でバイトをしたりしている。
妻（真砂子）とは遊園地のバイトで知り合い、竜之介が生まれてすぐに逃げられたらしいが虚言癖もあり内容もコロコロ変わる。とある女性に思いを寄せられたが、最終的に振られて酷く落ち込むエピソードもあり、妻に対する未練はない様子。その他の詳細については藤波竜之介を参照。
面堂の父
声 - 麦人 / 井上和彦
髭を生やしていて顔立ちは終太郎に似ている。性格は了子に似ていて、遊び心半分で終太郎をもてあそぶ。終太郎や終太郎の祖父ほどは水乃小路家との対立には執着していないらしく、飛鳥と終太郎との縁談および祝言を主導した。
面堂の母
声 - 坪井章子、兵藤まこ（第185話のみ） / 井上喜久子
機械を極端に嫌い、移動には牛車を用いる。また一般の人々を庶民扱いし、終太郎や執事を用人代わりに使い直接口は利かなかったり、下々の集う夏祭りに終太郎が行きたがるのを許さなかったする、古風で浮世離れした性格。1981年版テレビアニメではとある事情からラムの母と大ゲンカを行い、地球と鬼星の星間戦争になりかけた。牛車に用いていた『トシ』という名前の牛を可愛がっていたため、ラムの母が乗ってきたUFOによって牛丼にされてしまった時の、ラムの母に対する怒りは原作以上に凄まじいものであった。なお、家庭においてもあまり家族と会話する描写がないが、家族団欒の場では常に登場している。
面堂の祖父
声 - 北村弘一 / 岩崎ひろし
終太郎の父方の祖父。面堂家内では「御館様」と呼称されている。また、既に当主の座は譲っているらしく、息子からは「先代」と呼ばれている。面堂家の近親者では最も早く、終太郎の初登場時に一緒に登場。大抵後ろ姿、あるいはひょっとこの面をかぶっている。具合が悪く普段は臥せっているが、部屋に入ると芸者遊びに興じていることも多い。年のため完璧にぼけているが、正月の面堂邸での新年会では、客や孫の終太郎にしびれ薬入りのお茶をたてるなど、息子と共にいたずらを仕掛け、ぼけて誤魔化そうとしたりもする。孫息子の縁談では登場せず。
飛麿・飛鳥の母
声 - 梨羽由記子 / 三石琴乃
水乃小路家出身。飛麿・飛鳥と同じく瞳に星が入っており、常に微笑んでいるような表情だが、感情の起伏は激しい。飛鳥と同じく水乃小路家の跡取り娘として15歳まで男を知らずに育ったため、男に対する美的概念は“ハンサム=ラクガキ”であり、それ以外の概念はわからない。娘を上回る運動能力・怪力を持つ。毒舌。飛鳥の行き過ぎたブラコンに困り果てており（ただし大抵の場合は飛麿を責める）、飛鳥の男性恐怖症を克服させようとさまざまな手を凝らすが、飛鳥が男嫌いになった元凶であるあたるや、あたると一緒にいるラムを信用したり頼ったりしているので全て失敗している。
飛麿・飛鳥の父
声 - 二又一成 / 桜井敏治
顔はラクガキそのものであるが、妻からは「私も男嫌いを克服してこんなハンサムなお父さんと結婚できたのですよ」と評価されている。自分の子に何が起ころうとも「困ったねえ」の一言で済ませる、マイペースな性格。本人は婿養子であるため、飛鳥が誕生するまでは水乃小路家特有の女子教育の存在を把握しておらず、飛鳥の誕生の際に顔すら見せてもらえなかった。
しのぶの母、しのぶの父
声 - 不明 / 滝沢ロコ（母）
三宅しのぶ#家族参照。

## 地球外生物・動物など

### 地球外生物
半魚人
声 - 安宅誠 / 隠岐めぐみ（「パチスロうる星やつら」シリーズ）
作者のデビュー作『勝手なやつら』の登場人物。語尾に「だっぴゃ」と付ける（ラムの「～っちゃ」の由来となっている）。水のない地上に適応するために宇宙服のような服を着ている半魚人。原作、アニメ共にモブとして度々登場した。人間離れした風貌にも関わらず友引町の住民は、半魚人を見ても無反応であり、驚くことも無い。名前は特に決まっておらず、高橋本人によると「ただの半魚人」とのこと。
金太郎
声 - 野沢雅子
初期に何度か登場した宇宙の幼児。地球の金太郎とは全く関係ないが、姿や格好は従来の金太郎のイメージそのものである。原作では当初、ラムはしのぶの弟と思い込んでいたが、しのぶと金太郎の両者とも否定していた。
男気あふれたとこもあり、サクラに恋心を抱くテンに全面的に協力したり、小難しい理屈を並べ立てて人生とは何たるかについて悩む地球の幼稚園児たちに人生の手本を教えてあげようとした（ただし後者については犯罪レベルにまで発展した）。テンとは同年代ということもあり、非常に気が合う。が、あたるには決して心を許さず、「お前まだ生きとったんかー！」と悪態をつく。先生からは「キンタロちゃん」と呼ばれている。
クラマ（クラマ姫）
声 - 吉田理保子 / 水樹奈々
クラマ星のからす天狗一族の女王だが、家臣からは「クラマ姫」と呼ばれる。原作では第19話「女になって出直せよ」が初登場。母星には人間型の男がいないため、異星に赴き、優秀な子孫を残すべく、禁欲的な色男とめぐり合うまでコールドスリープで眠り続けていた。「目覚めのキスをした男と契らなければならない」という一族の掟を守り続けていたが、あたるにキスをされて目覚めた際にあたるの女好きと浮気性に失望し、教育していい男に変えようとするが、挫折する。
先代女王の母親が当時の「禁欲的な色男」として選んだ男が地球人だったため、地球人と宇宙人のハーフ。父親は源義経。クラマの理想の男性像も父親で、パパと呼んで慕っている。
再度コールドスリープして、初対面となる面堂と誤解から契ろうとした連作の際に、初代長老から掟のルーツを聞かされた結果、そのあまりの馬鹿馬鹿しさに自ら掟を無効化（原題：「掟、ふたたび」）し、現在はより良い子孫を残すための美男子探しに没頭している。コールドスリープの副作用により、寒冷地では眠くなってしまう体質。目をつけた男（竜之介は例外）の付近にいつもあたるがいるので男探しが中々進展しない。
2022年版テレビアニメでは第4話「口づけと共に契らん!!」で登場。原作の初登場の話と再コールドスリープの話が統合されており、あたるにキスされて目覚めたものの、目覚めてから最初に見た面堂を契りの相手と思い込んでいたため、最初からあたるを相手にしていない。
CAO-2
声 - 永井一郎 / 玄田哲章
ラム達が惑星小学校に通っていたころの担任のロボット先生。勤続200年を誇る金属教師で、黒板消しのような形をしている。とても厳しい先生で、授業中に喋ったり悪戯をする生徒に対しては背中から押し潰す。
当時のラム、弁天、ランも、CAO-2から制裁を受けた仕返しに、黒板消し落としの要領で頭に500tのおもりを落とす、感電してショートさせるなど過激な手段を投じたが、前者は頭に落としても全く効かなかったうえに、朝礼の際におもりが落ちたことで目論見が露見して制裁を受け、後者はショートは成功したものの弁天が調子に乗って何度も蹴ったことで、その衝撃で前のめりに倒れてラム、弁天、ランを押し潰してしまうなど、いずれもまったく効果がなかった。最終的にラム、弁天、ランにミサイルを撃ち込まれるも無傷であり、激怒した後直ぐ様ラム達を追いかけ回し、宇宙船に逃げ込まれるもそのまま追尾したが、辺境の無人惑星であるウニ星に誘導されたのち、トゲの一つにバンドの部分が入り込んだことで身動きが取れなくなり、ラム達に見捨てられる形で放置されてしまった。その後はウニ星で数年間身動きが取れないままだったが、ウニ星の大々的な開拓作業が行われたことで発見され自由になった後、直ぐ様地球に赴き、かつての仕返しに喫茶店でラム、弁天、ランを（面堂やあたるを巻き込んで）押し潰し、満足してそのまま帰った。
1985年版のアニメ版では原作でのその後が描かれ、ラムの地球での学校生活を聞こうと担任の温泉マークを訪れた際、互いに問題児に苦労する教育者同士ということで意気投合し、一緒に酒を酌み交わすシーンがあった。かつての決着を付けようと試みたラム達と友引高校での戦いを繰り広げ、最初の弁天との戦いでは彼女の攻撃を巧みに避けながら背中からの体当たりで窓から突き落とし、続いてランに迫った際に半物資爆弾による脅しを受けるも「出来もしないことを口にしない」と一切動じずにランから爆弾を取り上げて尻叩きを施した。最後のラムとの戦いでは、あたるに黒板消しを人質に取られ、同じ黒板消しの形をしていることから狼狽えて不利になるも、あたるを侮辱する発言をすることで怒りに任せたあたるが黒板消しを投げつけてしまい再び有利になった隙にラムの電撃を喰らうが、先のあたるが黒板消しを取ろうとした際にガスの元栓を外してしまったことで漏れでたガスに電撃が引火して大爆発、それでも尚傷一つ負わずにラムとあたるを何度も押し潰し、満足して惑星小学校に帰った。
なお、唯一お雪には優しいが、これはお雪自身が弁天たちのいたずらの傍観者に過ぎなかったためである。
カニ道楽
ラム達が惑星中学校に通っていたころの2年P組担任のクラブ8式折檻型サイボーグの先生。名前の通り蟹の様な姿をしており、移動する際も横歩きである。足の部分から「カニタマ」という巨大な球や「カニミソ」という液体を出して攻撃することができ、「拘束カニシューマイ」という身体を焼売で包み頭部だけを出した状態に拘束して立たせる罰を下す。また、巨大なハサミを使っての「カニばさみ」という技で相手を捕まえる。
当時のエスケープの常習犯であったラム、弁天、ランは、カニ道楽に制裁を受けた仕返しとして背中に時限爆弾を仕掛ける。しかし、仕掛けたラムが3分後にセットしたつもりがうっかり3年後にセットしてしまっていた。それからは、卒業するまでお仕置きをし続けたが、同窓会でラム達と再会した時は3年前の時限爆弾は仕掛けられたままだった。ラム達は最初はお仕置きを受けた逆恨みで爆弾でへろへろの姿を見物してやろうとしていたが、カニ道楽から卒業式に撮影した記念写真をプレゼントされ本当は生徒思いの優しい先生だと知り、お雪からも諭されて取り外す事を決心する。しかし、どうにも取り外すことができず諦めた直後に一緒に記念写真を取ろうと抱きかかえられて爆弾は遂にタイムリミットを迎え爆発に巻き込まれるが、カニ道楽は無傷であった。クラス会の写真は、爆発で気絶したラム、弁天、ランとピースサインをしたカニ道楽であった。

### 幽霊・妖怪・妖精
小人
「性」（原作第11話）にて登場した小人の双子の姉妹。元々は富士山麓のコロポックルの村に住んでいたが、嵐によって友引高校まで飛ばされて来た。その際、村に伝わる秘宝である卵も飛ばされそれを偶然グラウンドの掃除をしていたあたるが拾う。その卵は、人間の精神を吸って成長し少しずつ大きくなっていく。卵の中には世界が入っていると言う伝説があるが卵が孵ったのを見た者はいないという（普通の人は卵が大きくなると気味悪がって手放したからだという）。元々情緒不安定なあたるはそんな事は気にせず卵を持ち続けた為、巨大化した卵は遂に割れてしまう。その卵は温めた人の性格を反映した世界を生み出す為、その世界（人外魔境）はあたるの性格そのものであった（能天気な鬼である「脳天鬼」や「ロクデナシ」という変な果物、スカート捲りする「ムセッ草」という草や「ウツリ木」という移動する木、「ヤジ馬」という馬や「極楽トンボ」「ソノヒグラシ」という虫などが存在し、その他にも裸体の女の形をした岩やピンクの月「色気ヅキ夜」などの風景やカップ麺が生えているなどの世界）。この世界は卵を温めた人が性格を改めれば消せるらしいが、あたるにそんなことは不可能であることから諦めざるを得なくなり、卵を持って帰らなくて良かった、むこうで割れたら悲劇だったと心底安心していた。アニメには未登場。
夢邪鬼
声 - 緒方賢一、藤岡琢也（『うる星やつら2 ビューティフル・ドリーマー』）
「目覚めれば悪夢」（原作第31話、1981年版テレビアニメ第42話）であたるの夢に現れた妖怪。バクに悪夢を食わせることが仕事で、あたるに悪夢を見てもらうように頼むも、当然拒否され、代わりにハーレムの夢を見せる。しかしバクがハーレムの夢を食べて消化不良をおこし現実の世界に引っ張り出されて、「悪夢やー！」と嘆いていた。劇場アニメ第2作『うる星やつら2 ビューティフル・ドリーマー』にも事件の黒幕として登場する。アニメおよび原作と、劇場版の夢邪鬼は同一人物ではあるが、服装、角、バクのデザインなど、所々変更がある。
プール妖怪（ポチ、ポチ2号）
声 - 八奈見乗児 / 中野周平（蛙亭）
謎の妖怪。原作「住めば都」にて初登場。常に敬語で腰が引く礼儀正しいが、人間の呼吸概念を理解してなかったりおとぼけた性格をしている。
面堂財閥が経営するプール施設の底で家具を持ち込んで勝手に住み着いていたが、あたる一行に見つかり招いた事で追い出されてしまう。その後、あたるの家の風呂場に居候していたがこちらもあたる母の指示で、一行が海に遊びに行くついでに海に捨てられに行ったがポチ（正体は錯乱坊）を飼っていたが泣く泣く捨てにきた少年（声：矢島晶子）にポチ（を入れていたダンボール）と間違われて拾われていき『ポチ2号』と名付けられ無事に飼われている。その後、再登場時に遊びに行った面堂財閥経営の水族館にてフグの美々子さんに一目惚れして、なんとか振り向かせる&一緒に住む為に水族館に居候していたが少年の親御さんの許可が降り美々子さんと共に再び少年の家に帰って行った。
望（のぞみ）
声 - 大城まつみ / 石見舞菜香
原作「最後のデート」、1981年版テレビアニメ第157回・180話「ダーリンのやさしさが好きだっちゃ…」に登場する幽霊の女の子。生前は病気のため寝たきりだった。病室の窓から見える道路を駆け抜けていくあたるの姿を毎日見ているうちに彼を好きになる。しかし、生きているうちに自らの思いをあたる本人に伝えることはできなかった。死後、幽霊になった彼女は自らの未練を断ち切るため、サクラの仲介によりあたると一度きりのデートをする。

### 動物
キツネ
声 - 菅谷政子 / 釘宮理恵
言葉を話せるキツネ。主に「純情ギツネ」と称される。犬に襲われていたところをしのぶに助けられ、好意を抱く。人間に化ける「変化」ができるが、耳としっぽ、体格や声はそのままで失敗するたびに「完璧なはずなのに」と本人は呟く。好意を寄せる人間に化けることが多く、あたるやラムとしのぶ、さらに温泉マークに変化し、校長にも化けたこともある。いつも服だけは完璧。どう見ても正体がバレバレなのだが、本人は上手く化け切れていると思っており、周囲の人間も騙されていることにしてキツネを傷付けないようにしている（あたる達はそれを逆手にとって授業をサボったりしている）。キツネがメインの話の一つ、「またまた純情ギツネ! しのぶさんが好き!」は「お別れ直前スペシャル! 輝けうる星大賞」でベスト6にランキングされている。心優しいかかしの三四郎（さんしろう、声 - 田中秀幸）という友人がおり、彼からは知恵を授けてもらったり話を聞いてもらったりして、何かと頼りにしている。普段はのんびりおっとりとした話し相手の「おばあちゃん」がおり、いつもおやつをもらいながら「ばあちゃん、なにか話をしてくれ」と話相手をしている。
Ｏ島（おーしま）
声 - 菅谷政子
罠にかかっていたところをあたるに助けられたタヌキ。ツルに化けていた際に罠にかかり、助けてもらったあたるのもとへと本来のタヌキの姿で恩返しに来るが、空回り。結局何も出来ずに立ち去る。劇場アニメ第3作『うる星やつら3 リメンバー・マイ・ラブ』でも登場した。名前の元ネタは当時高橋の担当であった大島誠（のちにビッグコミックスペリオール編集長を務めた）で、原作最終話最後のページのコマにある「SPECIAL THANKS」にもクレジットされている。

## 人間・歴史上の人物
かえで
声 - 三田ゆう子
あたる達が修学旅行で出会ったくノ一。あたるが何も知らずに偶然拾った重要機密が書かれた密書を取り返すべく何度かあたるに近づくがラムの妨害により失敗。最終的には養豚の術で撹乱し、密書を取り返すが、その後転職を希望し、抜け忍となる。たびたび転職はするがどれも続かず、最終的にはカメラマンになっている。原作ではこれ以降登場しないが、1981年版テレビアニメのオリジナルストーリー「就職大願望！帰ってきた抜け忍かえで」（第138話）にて終太郎のボディーガード採用試験に臨むも、あと一歩のところであたるとラムの妨害が入り、結局失格となる。この回で師匠やつでの必殺技「顔面崩し」を打ち破っている。小さいころからやつでの下で厳しい修行を積んできており、同期の忍びにむかで、くまでがいる。ちなみに転職希望の理由は、くノ一を続けていると、やつでのような顔になってしまうことを恐れたからである。ラムの電撃を「雷（いかずち）の術」、「電気（エレキ）の術」と呼び、また軽い身のこなしから、くノ一と勝手に勘違いする。なんとなく調子が狂うため、あたるに対し苦手意識を抱いている。
仏滅高校総番（ぶつめつこうこうそうばん）
声 - 肝付兼太 / 関智一
仏滅高校の番長。ラムからは「くちびる番長」、しのぶからは「総番（ばけもん）」、部下にすら「不良品」と呼ばれていた。しのぶに対し一方的に惚れているが、人間離れした図体と顔半分が唇という怪物のような風体により（原作では口の中はバラのスクリーントーンが貼られ、2022年版アニメでも原作を踏襲して口の中は明るいピンク色の背景にバラの模様が描かれたデザインになっている）、しのぶには毛嫌いされている。しかし、お構い無しに「しのぶさん好きじゃ～」と言い迫ってくる。チェリーと同様に突然どこからともなく湧いて出て来る。ラムと決闘した際、筋肉増強剤を飲んで肉弾戦をするラムに対し、いくら攻撃を受けても、何事も無かったかのように湧くという不条理により圧倒的勝利を治める。これは部下が「総番の本当の恐ろしさは不死身の肉体と、どんなにひどい目にあっても、次の瞬間それを綺麗さっぱり忘れ去る鋭い忘却力」と解説していた。なお、運命管理局の回でしのぶがあたると結婚しなかったパターンの未来にも登場し、「オールドミスのしのぶさん好きじゃ～」と言い迫った。

諸星こける（もろぼし こける）
声 - 不明 / くまいもとこ
「系図」において、あたるとラムが10年後の世界に行ったときに出会った未来のあたるとしのぶの子。あたるによると「子供のころの俺にそっくり」らしい。母親の見分けがまだついていない。OVA「夢の仕掛け人、因幡君登場! ラムの未来はどうなるっちゃ!?」には、あたるとしのぶが結婚している未来で登場するが、後にその未来もリセットされる。
フラワーショップ「ぼけや」のおねえさん
声 - 高田由美
原作「花から花へ」、1981年版テレビアニメ「クチナシより愛をこめて」にて初登場。フラワーショップぼけやの店員の女性。テンの与えた宇宙肥料で巨大化、化け物化したクチナシを見ても動じず、クチナシの告白をも普通に振る、ある意味すごい女性。テンやあたるはおねえさん目当てにフラワーショップぼけやに出入りしていた。その後もフラワーショップぼけやに在籍しており、「母の心、子の心」でも再登場してテンにカーネーションを売っていた。
お銀（おぎん）
声 - 榊原良子
「さよならの季節」以降時々登場する女学生。1981年版テレビアニメのオリジナルキャラクターである。通称「けつねコロッケのお銀」。三隣亡学園で無血クーデターを起こし、ナンバー1になった美女。
お銀がメインとして登場する「必殺!立ち食いウォーズ」では、昔から続く立ち食い店を潰そうと画策する面堂と、それを阻止しようとする商店街の大食い対決に商店街側で参加し、その勝負で立ち食いの師匠である「けつねタヌキの竜」を破った。ウンババの哲の付き人だったはずのフランケン1号、2号を引き連れて歩いているシーンがあった。
押井守の小説、映画『立喰師列伝』にも「ケツネコロッケのお銀」は重要人物として登場する。

## 終盤に登場する人物
因幡（いなば）
声 - 鈴置洋孝 / 入野自由 / 髙橋孝治（パチンコ「Pうる星やつら～ラムのLoveSong～」） / 森伸（「パチスロうる星やつら」シリーズ）
夢の世界のドアノブを作る運命製造管理局の人間。管理局の制服で亜空間を自由に移動できるうさぎの着ぐるみを着用。本作末期の重要人物。空腹で行き倒れていた所をしのぶに助けられ、その後は互いに好意を抱くようになる。性格はかなりの天然で結構図々しいところもあり、管理局の鍵を紛失した責任を局員全体の責任にしようとしたり「しのぶがあたると結婚しているという可能性未来」を一方的に不幸と決めつけていた。しのぶのほかに親しい女性や、過去に女性との付き合いが一切なく、女性の裸を見てのぼせる。「しあわせな恋」を肥料とする花を摘みに行くという難題な試験のパートナーにもしのぶを選ぶが、数々の罠によりしのぶに嫌われてしまう。しかし、しのぶを想う純粋な因幡の気持ちにしのぶは心を打たれ、その後気絶した因幡を抱えて花畑まで向かった。花は咲いていなかったが、「テストなんか口実で、しのぶさんと一緒にいたかっただけだし…」の因幡の言葉で互いの心は通じ合い、花は満開になった。その後は喫茶店で二人でお茶を飲む姿が見受けられる。
なお、1981年版テレビアニメには登場しない。
真吾（しんご）
声 - 古谷徹 / 島﨑信長
面堂家のお庭番（庭師）で菜造じいの孫。一応は面堂終太郎のお庭番（諜報係）。幼い頃に祖父と生き別れ、面堂家敷地内の電気密林で育ったおかげで耐電性を持ち、ラムの電撃は通用しない。女子に惚れっぽく、ラムをさらったことがある。ラムの他にも竜之介や了子とも一悶着を起こしている。テレビを祖父と思い込んで熱心に見ていたためか、時代劇のような口調で話す。
菜造じい（さいぞうじい）
声 - 北村弘一 / 山口勝平
面堂家のお庭番（庭師）で真吾の祖父。面堂家の敷地内で電気野菜の栽培中に真吾と生き別れるが、現代で再会した。かなりボケている上に目が悪いらしく、面堂をしばしば真吾と間違える。
潮渡 渚（しおわたり なぎさ）
声 - 弥生みつき / 村瀬歩
初登場は「渚のフィアンセ」。父が竜之介の父の親友で同業者。父と竜之介の父が共に独身時代に「どんな事があっても子供同士を結婚させる」という無茶苦茶な約束をしたことによって、竜之介のフィアンセになる。
親子二人で浜茶屋を営んでいたが、経営が苦しく、浜茶屋を建て直すため、特産のウニを使ったかき氷の新メニューを試作している最中、試食のしすぎで父と共に落命して幽霊になる。その後生身の体を得て以降、冥界に帰れなくなってしまったため、竜之介一家と同居し、大食いのために家計に打撃を与えていた。ただし、あくまで生身の体を持つ幽霊というだけなので、悪霊封じのお札に弱い。
娘が欲しかった父に女として育てられたせいで、外見・口調とも女だが、身体と心は男である（竜之介の逆）。浜の相撲大会で毎年横綱になっていたほどの怪力の持主で、父以外の男にすら負けたことが無い竜之介がまるで歯が立たないほど。
竜之介に一途で、相手は竜之介限定ではあるが、あたる並みにスケベであるため、たびたび竜之介に殴られている。また竜之介に手を出そうとしてあたると面堂にたびたび妨害されている。渚は女性として見ても美形だが、あたると面堂は当初から本能的に男と感知していて言い寄っておらず、男だと発覚した後はあたるにハンマーで殴られたり、面堂に刀を突き付けられたりと、やはりほかの男と同然の扱いを受けている。

### ボーイミーツガール
ルパ
声 - 塩沢兼人 / 中村悠一、石上静香（幼少期）
ラムの許嫁。その昔曾祖父のウパが、行き倒れていたラムの曾祖父に将来女の子が生まれた場合、必ず嫁にもらうという条件でキノコを与え、後にラムが生まれたため結婚することになった。闇の世界に住み、星一番のブタ長者と言われていた。ウパの策略でラムの角が抜けたのを見計らって闇の世界にラムを拉致。そこで結婚式を無理矢理挙げようとするも、あたる、カルラの暴動により失敗。しかし行き違いがあってラムがあたるを見限って闇の世界に留まってしまい、カルラもあたると地球に戻る道を選んでしまう。その後カルラから地球がキノコまみれになってしまったとの連絡を受けて、あたるがラムと鬼ごっこをして、10日以内にラムの角をつかむという条件でキノコ駆除のブタを提供することを約束。最終日にあたるが角をつかんだため、約束通りブタを提供して、カルラと共に帰って行った。カルラとは幼なじみで、小さい頃からよく一緒に遊んでいたが、将来ラムと結婚することを明かすと状況は一変し、半ば脅迫に近い形でカルラとの結婚を約束させられた。そのため、口ではカルラをじゃじゃ馬と呼び嫌っていたが心の中ではラムよりもカルラの事を想っており、カルラが送ってくる日用品（ポスター、ぬいぐるみを含む）を嫌そうにしつつちゃっかり愛用していた。また、鬼ごっこも大詰めに差し掛かった7日目、カルラに対して「おめえが戻ってこなければ、地球人にブタは渡さねえ」と遠回しにカルラに想いを伝えたが、カルラがその言葉の意味を理解できなかったため、結局ストレートに「おらの嫁になれ」と告白。言葉使いがナマッており、あたるのことを「もろぼすあだる」と呼んでいた。
カルラ
声 - 井上瑤 / 水瀬いのり / 三田ゆう子（ゲーム『うる星やつら 〜ディア マイ フレンズ〜』）
闇の世界の住人。ルパのことを小さい頃から慕っていたが、ルパがラムと結婚することを明かしたため、かなり強引にルパとの結婚の約束を取り付けた。しかし結局ルパがラムと結婚式を無理矢理挙げてしまったので、あたると式場で暴動を起こした。その後はあたるとラムが行き違いで口論になり逆上したあたるが「カルラと結婚する」と言ったため、ラムはあたるを見限りルパと共に闇の世界に残り、カルラもルパを見限りあたると地球に行ってしまう。その後地球で、劇場版ではランが、原作ではカルラが持ち込んだ闇の世界のキノコが巨大化し増殖したので、仕方なくルパに救援を求めた。鬼ごっこ7日目にルパにプロポーズされ、最終日、あたるの勝利が確定したため、ブタを提供しルパと共に闇の世界に帰って行った。
ラムの曾祖父
声 - 北村弘一 / 銀河万丈
ボーイミーツガールでの、事件の原因を作った張本人。20年間コールドスリープにかけられたまま忘れられていて、その後発見された。120歳を過ぎておりかなりボケているため、自分が泣いていたことも直後にはすっかり忘れているほどである。
ウパ
声 - 緒方賢一 / チョー
その昔、空腹で行き倒れになっていたラムの曾祖父にキノコを与え（ラムの曾祖父は毒キノコを選んでしまった）、解毒キノコを与える代わりに娘を嫁にもらう約束をしていた。しかしラムの曾祖父には息子ばかりで娘はおらず、怒ったウパは「いつか必ずもらいに来る」と言って去って行った。そして長い年月が経ってようやく生まれた娘がラムで、ウパの曾孫のルパが年頃のため、ルパとラムを結婚させようとした。あらゆるキノコの特性に詳しく、「ハイリフレ茸」、「コピー茸」などを駆使してルパのため暗躍する。語尾に「～ぽっ」と付ける。後にルパとラムの婚約解消を認める。

## 劇場アニメのオリジナルキャラクター
詳細は各作品の項目を参照。
エル・ド・ローゼンバッハ
声 - 榊原良子
『うる星やつら オンリー・ユー』に登場。エル星の888代目女王。乳母はババラ、教育係はロゼ。11年前に地球にやってきた時に、当時6歳だったあたると影踏みをやって遊んだ。あたるがエルの影を踏んだため、「影を踏んだら私と結婚しなくてはならない。11年後必ず迎えに来る」と言い残して去って行った。11年後、その言葉どおりにあたるを迎えにやってくる。
マジシャンのルウ
声 - 岩田光央、鈴木一輝（ルウ）
『うる星やつら3 リメンバー・マイ・ラブ』に登場。自らはピエロやマジシャンに扮し、あたるをカバに変えた張本人。実態の姿は10歳くらいの少年で両親は出稼ぎで長いこと帰っておらず、家庭教師のラーラとO島の3人で暮らしている。
ふとしたことで手に入れた水晶玉のおかげで特殊な能力を身につけ、ラムをあたるから引き離し彼女と一緒に暮らそうと目論む。その水晶球には、ラムの生誕祭に自分だけ呼ばれなかったと勘違いした樫の木森のオババの呪いがかけられていた。
ルピカ
声 - 松井菜桜子
『うる星やつら いつだってマイ・ダーリン』に登場。彼女の住んでいる星の女王。星名は不明。ルピカの城には彼女に仕える隊員たちがおり、中でも隊長は長く仕えている。幼なじみのリオに恋心を抱いていたが彼は一介の豆腐屋に過ぎず、リオがそのことを気にしてルピカに近づこうとしない。業を煮やしたルピカは神殿星にある「究極の惚れ薬」を利用しようとする。しかしそれは「宇宙一の煩悩の持ち主」の力が必要で、コンピューターによって選ばれたあたるを誘拐し、それを手に入れようとする。